# Juanettia cornifera
Juanettia cornifera – gatunek widłonoga z rodziny Chondracanthidae. Nazwa naukowa tego gatunku skorupiaków została opublikowana w 1921 roku przez amerykańskiego biologa Charlesa Brancha Wilsona.